# Lucas Lobos
Lucas Armando Lobos (La Plata, 3 agosto 1981) è un ex calciatore argentino naturalizzato messicano, di ruolo centrocampista.

## Carriera

### Club

#### Gimnasia La Plata
All'età di 17 anni è entrato a far parte alla prima squadra del Gimnasia La Plata, debuttando in massima divisione in una partita contro il Banfield.

#### Cadice
Nel 2006 firma un contratto con il club spagnolo del Cadice, allora militante nella Liga. Nonostante le sue grandi prestazioni non ha impedito la retrocessione della squadra in seconda divisione.

#### Tigres UANL
Nel dicembre del 2007, si trasferisce in Messico, dove si unisce ai Tigres de la UANL, firmando un contratto quadriennale.  Nel 2010 rinnova il suo contratto di altri tre anni con i Tigres. Nel 2011 viene nominato capitano della squadra e nel 2012 firma un nuovo quadriennale.

## Palmarès

### Club
- Campionato messicano: 1

Tigres UANL: Apertura 2011

### Individuale
- Pallone d'oro (Messico): 2

Clausura 2011, Apertura 2011